# Chris Makiese
Chris Makiese (Montfermeil, 14 oktober 1987) is een Franse voetballer die bij voorkeur als aanvaller speelt. Hij verruilde in juli 2014 Royale Union Saint-Gilloise voor RFC Huy.
Makiese profcarrière begon in het seizoen 2006–07 bij Lille OSC, waarvoor hij drie keer inviel. In het seizoen erop mocht hij tweemaal invallen. Hij kwam in belangstelling te staan van Norwich City, waar hij stage liep. Makiese speelde twee vriendschappelijke wedstrijden voor Norwich in Zweden, tegen Ahlafors IF (waarin hij eenmaal wist te scoren) en tegen Falkenbergs FF. Hij kreeg geen contract aangeboden. Makiese belandde vervolgens in de Belgische competitie. Hij werd eerst uitgeleend aan Sporting Charleroi en daarna aan SV Zulte Waregem, dat hem daarna definitief overnam.

## Spelerscarrière
| seizoen | club                        | land      | competitie         | wed. | goals |
| ------- | --------------------------- | --------- | ------------------ | ---- | ----- |
| 2006/07 | Lille OSC                   | Frankrijk | Ligue 1            | 3    | 0     |
| 2007/08 | Lille OSC                   | Frankrijk | Ligue 1            | 2    | 0     |
| 2008/09 | → Sporting Charleroi        | België    | Jupiler Pro League | 10   | 1     |
| 2008/09 | → SV Zulte Waregem          | België    | Jupiler Pro League | 10   | 6     |
| 2009/10 | SV Zulte Waregem            | België    | Jupiler Pro League | 29   | 8     |
| 2010/11 | Stade Lavallois             | Frankrijk | Ligue 2            | 18   | 2     |
| 2011/12 | RAEC Mons                   | België    | Jupiler Pro League | 16   | 1     |
| 2012/13 | RCS Visé                    | België    | Tweede klasse      | 19   | 6     |
| 2013/14 | Royale Union Saint-Gilloise | België    | Derde klasse       | 2    | 0     |
| 2014/15 | RFC Huy                     | België    | Vierde klasse      | ..   | 24    |
|         |                             |           | Totaal             | 107  | 27    |